# 鈷華
鈷華（英語：Erythrite）是一種次生水合含鈷砷酸鹽礦物，化學式為Co
3(AsO
4)
2•8H
2O。

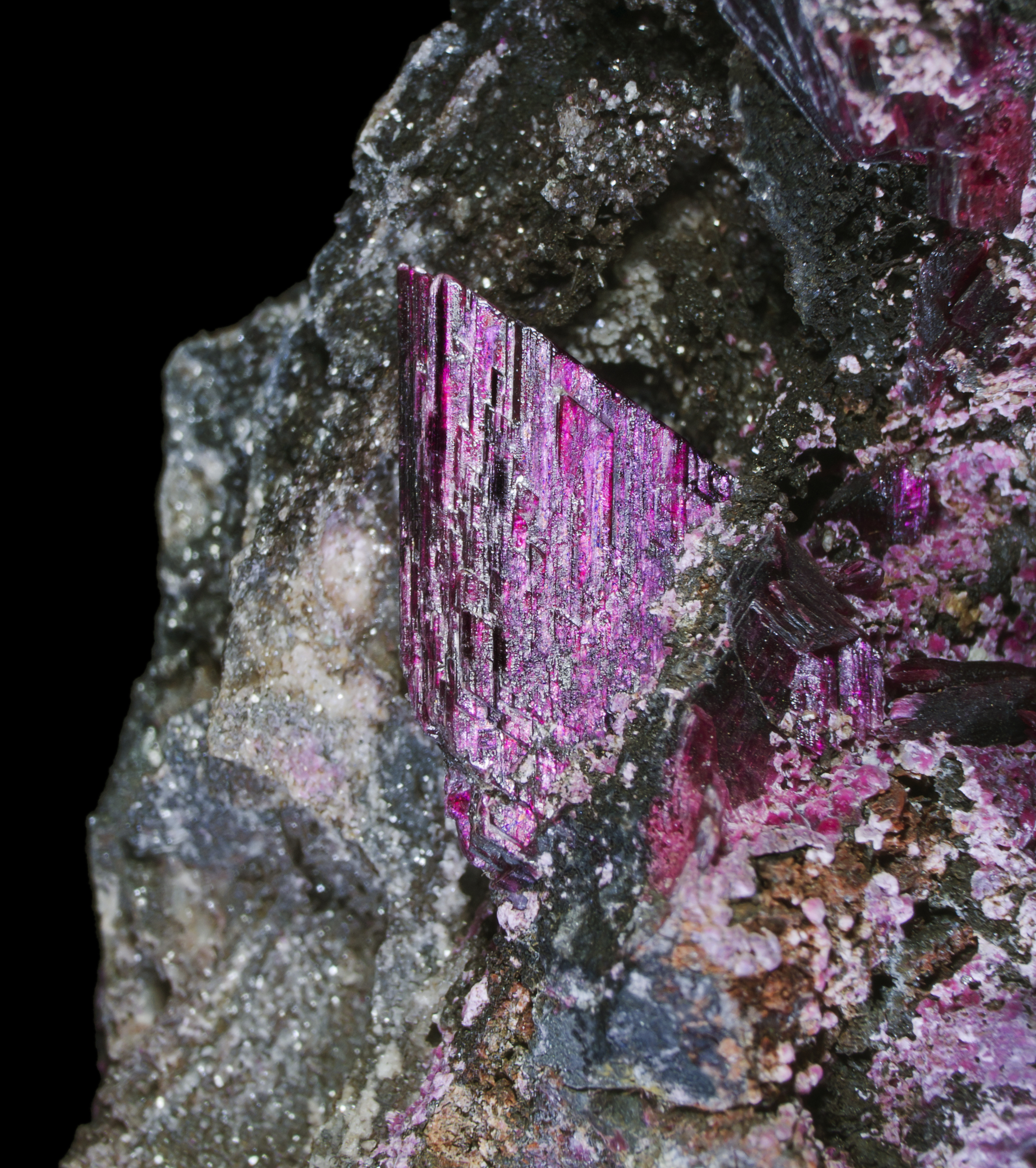
來自摩洛哥的鈷華

鈷華在1832年首次被描述為在薩克森州施內貝格丹尼爾礦區出現，它的英文名來源於希臘語（erythros，意為紅色）。
鈷華作為次生礦物出現在含Co-Ni-As礦床的氧化帶中。它與辉砷钴矿、方鈷礦、砷藍鐵礦（symplesite）、β-砷鈷鈣石、臭蔥石、毒鐵石、水砷鋅礦、碧礬（morenosite）、鎳礬（retgersite）和孔雀石一起出現。

## 延伸閱讀
- Dana's Manual of Mineralogy ISBN 0-471-03288-3
- Manual of Mineral Science, 22nd Ed. C. Klein.ISBN 0-471-25177-1
- Faye, G H; Nickel, E H.  (PDF). The Canadian Mineralogist. 1968, 9: 492–504  [2022-10-16]. （原始内容存档 (PDF)于2022-10-18）.